# WPB Anders
WPB Anders (пол. Wielozadaniowa Platforma Bojowa Anders — багатоцільова бойова платформа Anders) родина середніх, гусеничних бойових машин. Машина була розроблена OBRUM ( пол. Ośrodek Badawczo-Rozwojowy Urządzeń Mechanicznych — Центр досліджень і розвитку механічного обладнання) яка входить до складу Bumar Group (зараз Польська Збройна Група). Машина отримала назву на честь Владислава Андерса, генерала польської армії часів Другої світової війни, а пізніше члена польського уряду у вигнанні.

## Історія

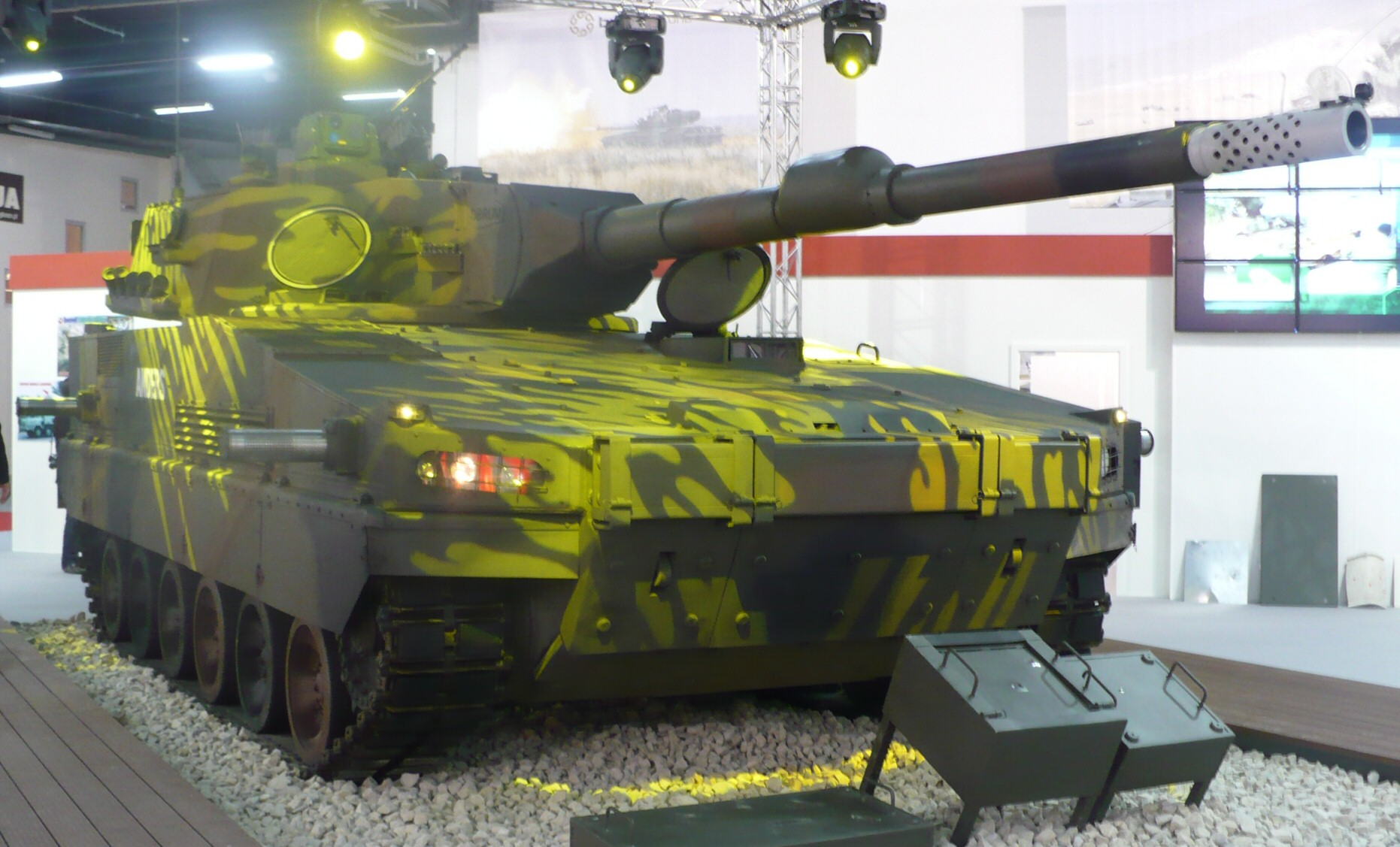
Легкий танк Anders на виставці MSPO 2010

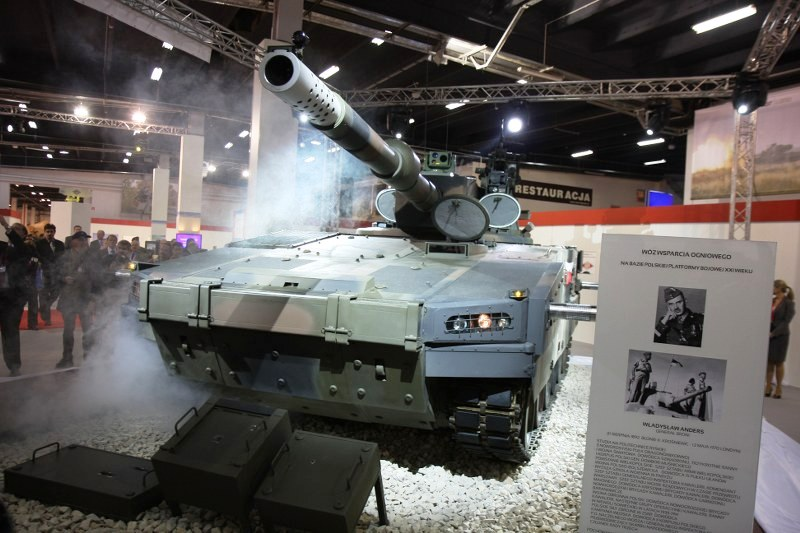
Прототип легкого танка Anders на MSPO 2010

Машина створювалася для заміни застарілої ББМ BWP-1, яка була на озброєнні польської армії, перший прототип було показано у 2010, на оборонній виставці MSPO у Кельцях. Під час першого показу машина була представлена у конфігурації вогневої підтримки (пол. wóz wsparcia ogniowego), озброєний 120 мм танковою гарматою. У ЗМІ машина була названа як "легкий танк". Пізніше ця машина була представлена у конфігурації бойової машини піхоти (пол. bojowy wóz piechoty) з баштою від KTO Rosomak Hitfist-30P. Більше сучасний прототип БМП передбачалося показати у 2011 на виставці MSPO. Також плануються інші варіанти, такі як командні, медичні, інженерні, а також як зенітна самохідна установка.

### Легкий танк
Легкий танк Anders був розроблений групою Bumar у Польщі. Розробку було розпочато у 2008. Перший прототип було випущено у 2010 році. Своєю назвою танк завдячує польському генералу часів Другої світової війни. Зараз танк є лише демонстраційною платформою. Варто зазначити, що на конструкцію танка Anders може мати вплив шведський легкий танк CV90120-T. Можливо через кілька років танк буде прийнятий у серійне виробництво. Польське міністерство оборони заявило про намір замовити 1 000 бойових машин Anders різних конфігурацій, в тому числі легкий танк, машину вогневої підтримки, БМП тощо. Індійська армія виявила зацікавленість у цих нових польських танках.
Танк Anders має безпілотну башту, яка озброєна повністю стабілізованою швейцарською гладкоствольною 120 мм гарматою RUAG CTG. Гармата має автомат заряджання. Автомат розташований у баштовому турнюрі. Гармата стріляє стандартними 120 мм снарядами НАТО. За деякими джерелами боєкомплект танка складається з 22 снарядів. 12 снарядів знаходяться у турнюрі, а інші 10 у корпусі.
Додатковим озброєнням є спарений кулемет калібру 7,62 мм. Є також додатковий 12,7 мм кулемет або, як варіант, 40 мм автоматичний гранатомет у дистанційно-керованій башті.
Корпус та башта танка Anders повнозварні. Екіпаж розташовано у корпусі, що збільшує захист екіпажу. Танк має модульну броню. Основна броня захищає Anders куль калібру 7,62 мм. Вона може бути швидко посилена за допомогою додаткової броні. З додатковою бронею машина витримує ураження 25 мм снарядами. Танк також може витримати підрив на 8 кг протитанковій міні. Танк має інтегровану систему активного захисту. Крім того танк оснащений системою захисту від зброї масового ураження та автоматичною системою пожежогасіння. Також є система попередження про лазерне опромінення.
Екіпаж танка складається з командира, навідника та механіка-водія. Крім того, за потреби, можна перевозити чотирьох піхотинців. Піхота може заходити і залишати машину через кормові двері.
Танк Anders має німецький дизельний двигун MTU з турбонаддувом потужністю 720 к.с. Такий же двигун використано у австрійському БМП Ulan. Двигун розташовано спереду. На передній частині корпусу можна встановити бульдозерний ківш або мінний трал. Танк не плавучий, але на нього можна встановити обладнання підводного водіння танків. Танк може долати броди глибиною до 5 метрів. Машину може транспортувати військовий транспортний літак Airbus A400M.

### Бойова машина піхоти

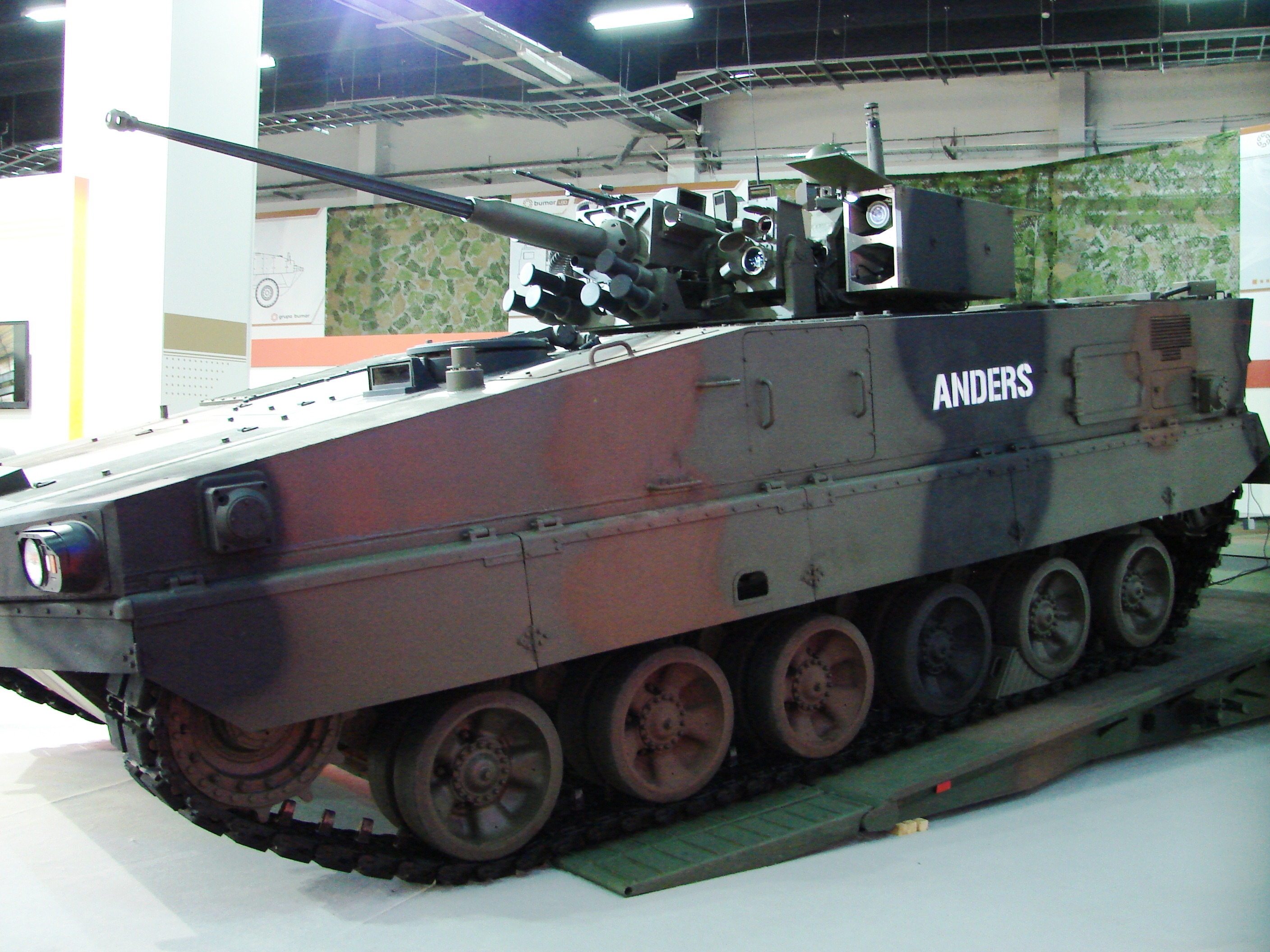
Прототип БМП Anders на виставці MSPO 2011

Розробку машини було розпочато у 2008, а перший прототип побачив світ у 2010. Ці нові БМП повинні замінити застарілі BWP-1, які є ліцензованими радянськими БМП-1. Крім того вони повинні замінити власну розробку BWP-2000, яка серійно не випускалася. Зараз Польща заміняє застарілу радянську техніку сучасними зразками, але їй все ще не вистачає сучасних бойових машин піхоти. Зараз БМП Anders є лише демонстраційним зразком. Можливо через кілька років БМП буде прийнято на озброєння. Польська армія планує замовити 1 000 нових бойових машин, на базі цієї платформи. Більшість з них будуть саме бойові машини піхоти.
Ці нові БМП оснащені італійськими баштами OTO Melara Hitfist-30P з 30 мм гарматою. Крім того встановлено спарений кулемет калібру 7,62 мм. Таку ж башту зараз встановлено на польський бронетранспортер Rosomak 8x8. Також є різні версії БМП Anders з різними баштами.
Корпус, башта і всі системи колективного захисту такі ж самі як і у легкого танка Anders.
Машина може брати на борт десант у складі 8 піхотинців. Посадка і висадка десанту проводиться через кормові двері.

## Технічні детали
У базовій конфігурації машина має рівень захисту 3 за STANAG 4569 — який може бути збільшений до 5 рівня за допомогою додаткової броньової системи.

## Варіанти
Розробка OBRUM для польських Збройних сил була частиною родини Універсальної модульної гусеничної платформи. На даний час, OBRUM розробили БМП на базі шасі Anders і крім того проводять розробку інженерних, командних, медичних машин, машин доставки боєприпасів тощо.
Існує версія легкого танка Anders з баштою зі 105 мм CT-CV. Він має автомат заряджання і сучасну систему керування вогнем. Ця модифікація може вести вогонь 105 мм керованими протитанковими ракетами Falarick. Постріл ракетою здійснюють через ствол гармати. Дальність стрільби по наземним цілям і гелікоптерам становить 5 км.